# Sankō-sakusen
Strategia „trzech wszystkich”, sankō-sakusen (jap. 三光作戦); chiń. 三光政策; pinyin sānguāng zhèngcè – strategia spalonej ziemi stosowana przez Cesarską Armię Japońską w czasie II wojny światowej w Chinach. Strategia składała się z tzw. „trzech wszystkich” (三光): wszystko zabijać, palić i grabić. W japońskich dokumentach nazywano ją „strategią palenia do samej ziemi” (dosł. na popiół)  (燼滅作戦, jinmetsu-sakusen).
Japoński historyk, Mitsuyoshi Himeta, w swojej pracy opublikowanej w 1996, podał liczbę 2,7 mln chińskich ofiar polityki spalonej ziemi. Według innych badaczy, należy brać pod uwagę japońskie zbrodnie także w innych regionach Azji. Na przykład Filipińczycy mówią o stracie miliona obywateli, w tym cywilów.
Termin sankō-sakusen, wywodzący się z języka chińskiego, został spopularyzowany w Japonii w 1957, gdy były japoński żołnierz napisał książkę pt. Trzy pustki: Wyznania o japońskich zbrodniach wojennych w Chinach (jap. 三光、日本人の中国における戦争犯罪の告白, Sankō, Nihonjin no Chūgoku ni okeru sensō hanzai no kokuhaku). Na jej kartach weterani opowiadali o zbrodniach popełnionych pod dowództwem gen. Yasujiego Okamury w północno-wschodnich Chinach. Publikacja została zatrzymana, ponieważ jej wydawcy otrzymali groźby od japońskich militarystów i ultranacjonalistów.